# Parafia św. Mikołaja w Dłużcu
Parafia świętego Mikołaja w Dłużcu – parafia rzymskokatolicka, znajdująca się w diecezji sosnowieckiej, w dekanacie XXII – św. Katarzyny w Wolbromiu.